# Strategy X
Strategy X (ストラテジーX?, Sutoratejī X) è un videogioco arcade di genere sparatutto a scorrimento, svilupato da Konami e pubblicato in Giappone da SEGA nel 1981.

## Modalità di gioco
Il giocatore pilota un carro armato in una visuale dall'alto. L'obiettivo è raggiungere la fine di ogni livello senza esaurire il carburante o morire. La benzina diminuisce lentamente man mano che il mezzo pesante si muove e deve essere rifornito raccogliendo le taniche comunemente trovabili nei livelli. Vari nemici lungo il percorso impediranno la sua progressione come bunker, torrette, altri carri o persino jeep, così come altri ostacoli come mine, scatole di TNT e muri di mattoni. Il carro armato può sparare proiettili per distruggere gli ostacoli e i nemici, ma una collisione con uno qualsiasi di essi comporterà la perdita di una vita.